# 稍风渚
31°28′07″N 120°13′22″E / 31.46854°N 120.22264°E
稍风渚，又称稍风咀，位于中华人民共和国江苏省无锡市滨湖区的突出山丘，是滨湖区与太湖的交接点之一。

## 特点
稍风渚是“太湖十二渚”之一，其与无锡影视基地相邻。最初无锡世贤置业有限公司和无锡太湖山水城旅游区发展总公司合作投资开发，1996年7月28日开工修建“镜花园”，计划是为拍摄《镜花缘》而进行景区开发。但是镜花缘影视立项流产，使得此地在1999年更名为统一嘉园，以促进两岸统一为主题，园名由汪道涵所写。然而景区由于定位失败，1999年，园区开始引进妈祖文化，但由于妈祖为海神、与太湖无太大关系，并未能引起游客兴趣。2006年1月12日，景区公司被迫拍卖1.4亿元，但仍流拍。

## 图库

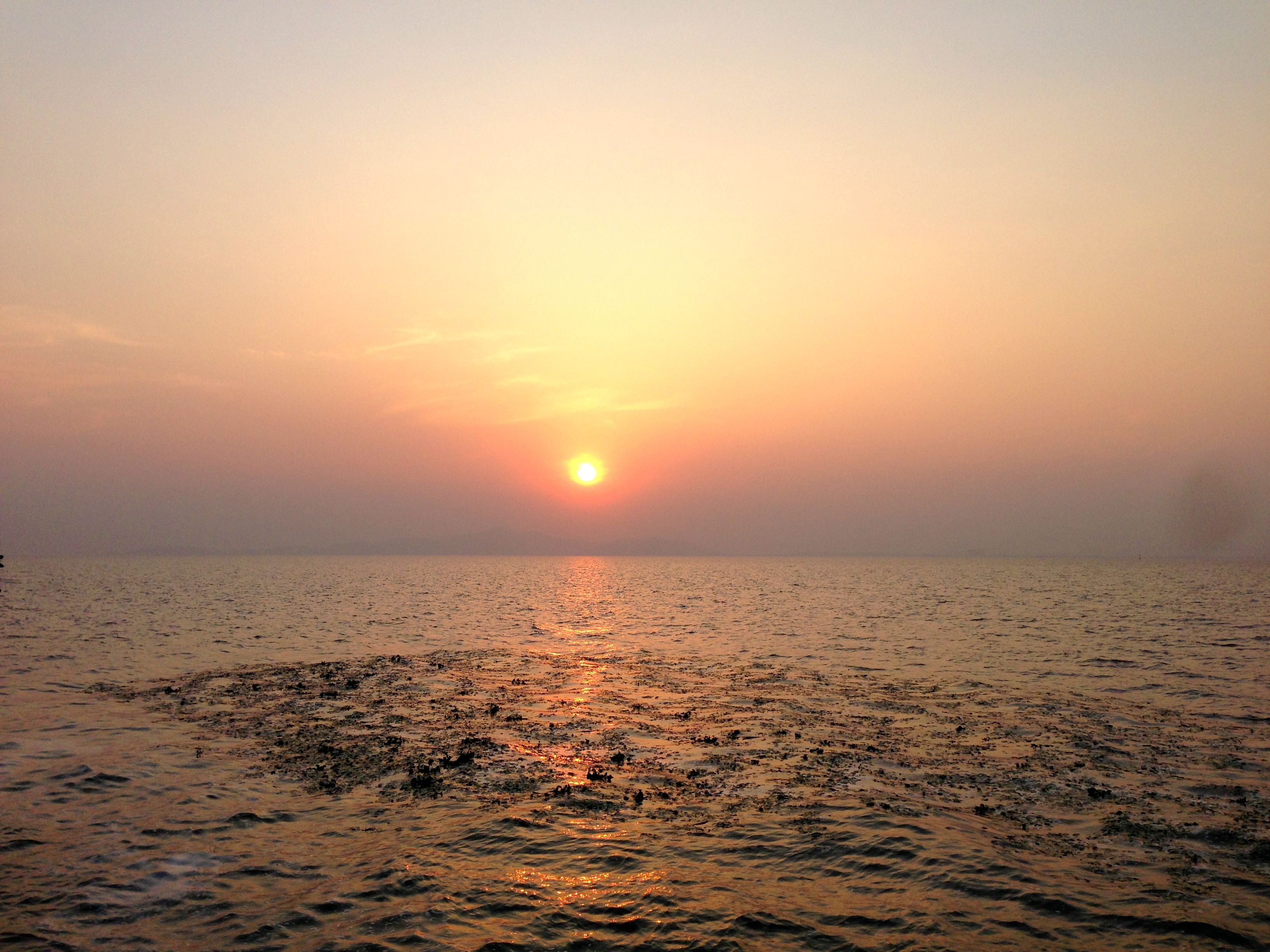
从稍风渚上向西观望太湖落日
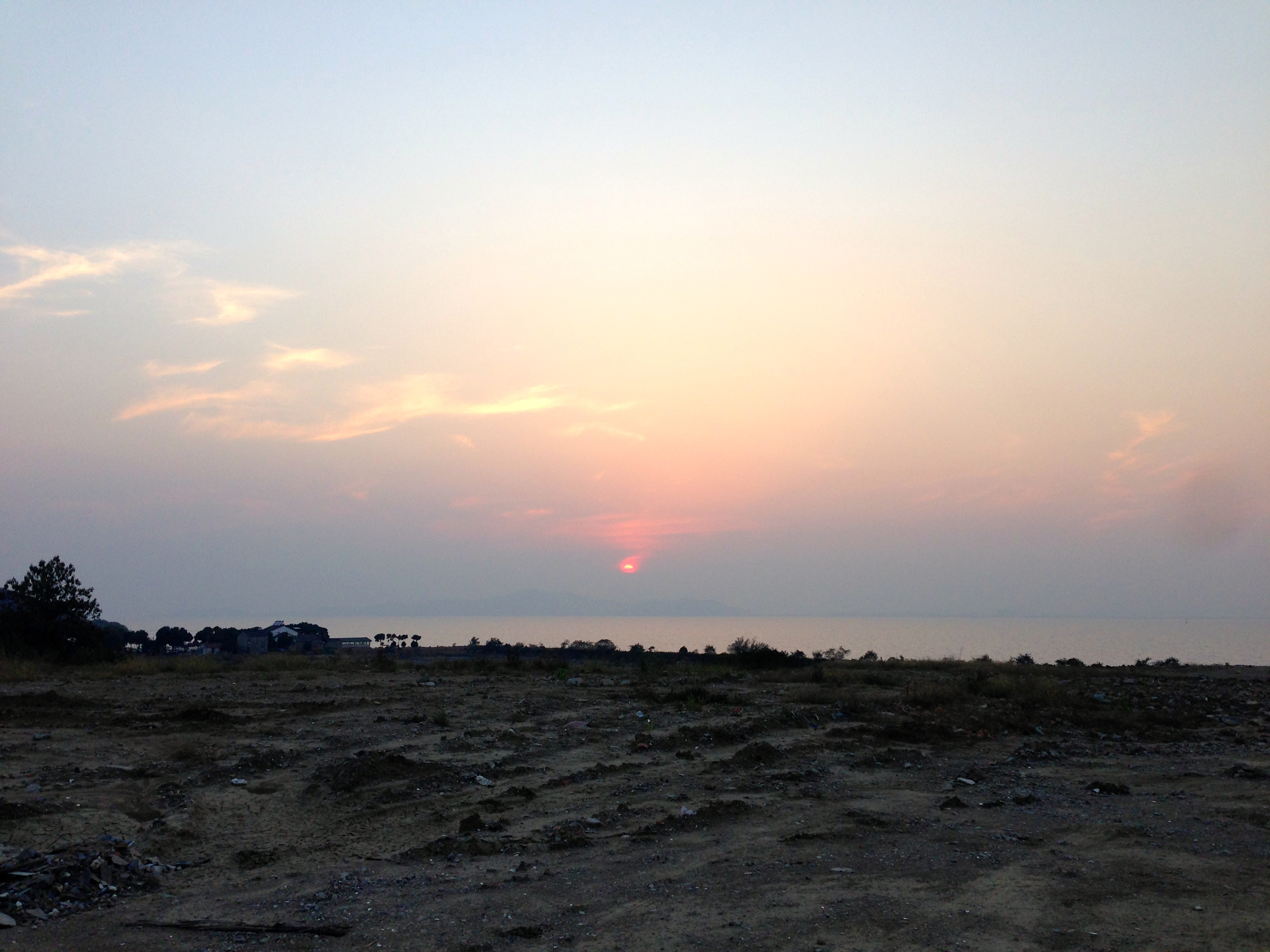
从稍风渚上向西观望太湖落日